# Железничка станица Мапу
Железничка станица Мапу (真布駅 Mappu-eki) је железничка станица у Јапану у граду Нумата, област Урју Хокаидо на линији Румој, оператера Хокаидо железница.

## Линија
- Хокаидо железница
  - ■ Главна линија Румој

## Суседне станице
| «                   | «                   | Сервис              | »                   | »                   |
| Главна линија Румој | Главна линија Румој | Главна линија Румој | Главна линија Румој | Главна линија Румој |
| ------------------- | ------------------- | ------------------- | ------------------- | ------------------- |
| Ишикари-Нумата      | Ишикари-Нумата      | -                   | Ебишима             | Ебишима             |